# Comacris lamottei
Comacris lamottei is een rechtvleugelig insect uit de familie veldsprinkhanen (Acrididae). De wetenschappelijke naam van deze soort is voor het eerst geldig gepubliceerd in 1947 door Lucien Chopard.